# 江南越桔
江南越桔（学名：Vaccinium mandarinorum），为杜鹃花科越桔属下的一个物种。

## 扩展阅读
維基物種上的相關：江南越桔